# Liste des cours d'eau du Paraíba
 (mars 2025).
Liste des principaux cours d'eau de l'État de la Paraíba, au Brésil.

## Rio

### A/O
- Rio Abial
- Rio Araçagi
- Rio Aterro
- Rio Cachoeiro
- Rio Carnaúba
- Rio Curimataú
- Rio da Farinha
- Rio Espinhara ou Rio Espinharas
- Rio Floriano
- Rio do Galé
- Rio Garou
- Rio Gramamé
- Rio Gravatá
- Rio Guaji
- Rio Guandu
- Rio Gurinhém
- Rio Gurinhenzinho
- Rio Ingá
- Rio Jacoca
- Rio Jacu
- Rio Jenipapo
- Rio Mamanguape ou Mamanguapé
- Rio Maré
- Rio do Meio
- Rio Miriri
- Rio Mocatu
- Rio Obim
- Rio dos Oitis

### P/U
- Rio Papocas
- Rio Paraíba do Norte ou Rio Paraíba
- Rio Paraibinha
- Rio do Peixe
- Rio Peixes
- Rio Piancó
- Rio Picuí
- Rio Piranhas ou rio Açú
- Rio Piraí
- Rio Ribeira
- Rio Saboji
- Rio Sal Amargo
- Rio Salgadinho
- Rio Salvador
- Rio Sanhauá
- Rio São Francisco
- Rio São José dos Cordeiros
- Rio Seridó
- Rio Soé
- Rio Solto
- Rio Sombrio
- Rio Tapera
- Rio Tapira
- Rio Taperoá
- Rio Tibiri
- Rio do Umbuzeiro
- Rio Una

## Riacho

### A/J
- Riacho Aguiar
- Riacho Aldeia
- Riacho Alecrim
- Riacho Algodoais
- Riacho do Algodão
- Riacho da Anta
- Riacho Antônio
- Riacho da Areia
- Riacho Baião
- Riacho Balança
- Riacho da Barra
- Riacho Barrigudo
- Riacho Boa Fé
- Riacho dos Bois
- Riacho Bola
- Riacho Bonfim
- Riacho Bom Sucesso
- Riacho da Cachoeira
- Riacho Cacimba
- Riacho Cacimbinha
- Riacho Caiçara
- Riacho Cajazeiras
- Riacho dos Caldas
- Riacho Caldeirão
- Riacho Canararé
- Riacho Canela de Ema
- Riacho Canoas
- Riacho Carneiro
- Riacho dos Cavalos
- Riacho Chaboção
- Riacho Chatinha
- Riacho do Cipó
- Riacho Comprido
- Riacho Condado
- Riacho Craibeiras
- Riacho Curtume
- Riacho Coelho
- Riacho Cotovelo
- Riacho Currais
- Riacho Emas
- Riacho das Flores
- Riacho Frade
- Riacho Fundão
- Riacho Fundo
- Riacho Gado Bravo
- Riacho Grande
- Riacho Gravatá
- Riacho Jenipapeiro
- Riacho Jericó

### M/V
- Riacho das Maçãs
- Riacho Malhada da Areia
- Riacho dos Mares
- Riacho das Marimbas
- Riacho Marinho
- Riacho Mata-Fome
- Riacho Mão Beijada
- Riacho Moleque
- Riacho do Mosquito
- Riacho Mucuim
- Riacho do Muquém
- Riacho Nazaré
- Riacho Oiticica
- Riacho Olho d'Água
- Riacho Olho d'Água dos Caboclos
- Riacho da Onça
- Riacho do Padre
- Riacho Paleiros ou Riacho das Almas
- Riacho do Peixe
- Riacho Piancosinho
- Riacho Pilões
- Riacho do Poço
- Riacho dos Porcos
- Riacho da Prata
- Riacho Raposa
- Riacho do Retiro
- Riacho Riachão
- Riacho da Rosa
- Riacho do Saco
- Riacho Salgado
- Riacho Salina
- Riacho Santa Inês
- Riacho Santa Maria
- Riacho Santana
- Riacho Santa Rosa
- Riacho Santíssimo
- Riacho Santo Antônio ou Riacho Jangada
- Riacho São José
- Riacho São Pedro
- Riacho de Serra
- Riacho Serra Branca
- Riacho do Serrote
- Riacho do Surrão
- Riacho Tapuio
- Riacho do Tatu
- Riacho Timbaúba
- Riacho Tinguí
- Riacho Trapiá ou Riacho São José
- Riacho do Triunfo
- Riacho da Urtiga
- Riacho Uruçu
- Riacho Velho Antônio
- Riacho Verde